# قصر عجاجة
تقع منطقة قصر عجاجة في بلدية عين البيضاء، ولاية ورقلة، الجزائر، وهو جزء من سلسلة القصور الصحراوية التي ميزت التاريخ القديم لمنطقة واد ميا، والتي لا تزال شاهدة على حضارة يعود تاريخها إلى أكثر من ستة قرون.

## أصل التسمية قصر عجاجة
سميت القرية بـ قصر عجاجة نسبة لوجودها فوق ربوة رملية وكانت كثيرة الرياح خريفا وربيعا فسميت بذلك تشبيها بعجعجة الرياح.وتقول رواية أخرى انها سميت بـ قصر عجاجة نسبة إلى النبع المائي الذي كان قويا جدا كما وصفه بعضهم بأنه يفوق في سرعة تدفقه سرعة الجياد والذي يتدفق من باطن الأرض فشبهت حركة الماء وقوته بشكل الزوبعة -العجعاجة- ثم أدغمت العين في الجيم فأصبحت تنطق عجاجة.

## التأسيس
تجمع كل المصادر والروايات على أن قصر عجاجة تأسس على يد المرابط الذي جاء من المغرب «سيدي سالم» القادم من المغرب الأقصى حيث استقر قرب بئر ماء تعرف بإسمه حاليا «عين سيدي سالم»

## أبرز الأماكن والمعالم في قصر عجاجة
يتكون هذا القصر العريق من مبانٍ مبنية من الحجر والجبس، ويوفر مخرجًا من خلال بابه ويحيط بالقصر جدار طويل ويوجد حول الخنادق مائية تحميه من غزوات العدو ويوفر الحماية لمكونات الداخلية للقصر ويتكون من مسجد سيدي سالم وهو المسجد الوحيد الذي تقام فيه صلاة الجمعة، ومدرسة قرآنية بجواره المسماة بمدرسة «سيدي أبو علي النفطي» كم توجد ساحة القصر التي كانت تستخدم كسوق للمنتجات والبضائع وكذلك لتنظيم المهرجانات.